# Gulistān von Saʿdī (RAS Persian 258)

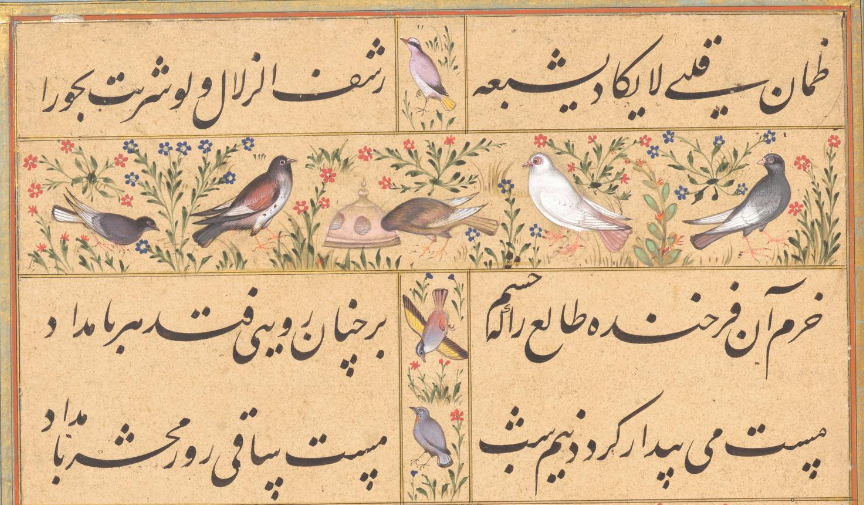
Manohar: Tauben, Fol. 119v

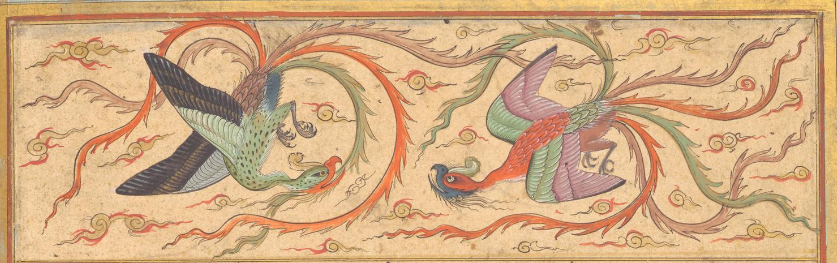
Simurghe auf Fol. 127v

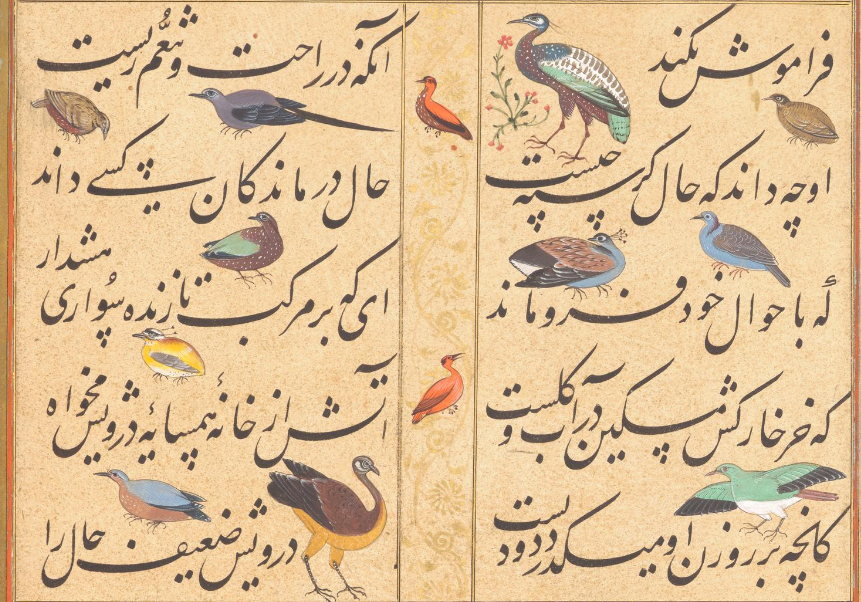
Vögel auf Fol. 120v

Die Handschrift RAS Persian 258 ist ein illustriertes Manuskript von Saʿdīs Gulistān in der Bibliothek der Royal Asiatic Society. Das Manuskript, das im Jahre 1582 am Hof des indischen Mogulherrschers Akbar entstand, ist vor allem bekannt wegen der etwa 2000 Vogeldarstellungen, mit denen die Textseiten verziert sind. Von besonderer Bedeutung sind außerdem die Porträts des Malers Manohar und des Kalligraphen Muhammad Husain Kaschmīrī, die das Kolophon begleiten. Diese Kolophonporträts gelten als die ersten ihrer Art in der mogulindischen Malerei. Die Handschrift ist vollständig digitalisiert.

## Äußere Gestalt
Der Band umfasst 130 Folios mit einer Höhe von 31,8 cm und einer Breite von 20,3 cm. Die Textfelder aus goldgesprenkeltem blassbraunem Papier mit einer Größe von 22 × 13 cm enthalten zwölf Schriftzeilen in Nastaʿlīq und sind mit hunderten Vögeln und einigen anderen Tieren verziert. Am Ende des Werkes auf Fol. 128r findet sich das oben erwähnte Kolophonporträt. Ein blassblauer breiter Rand mit goldenen Zeichnungen umgibt die Texttafeln.
Vor dem Text des Gulistān wurden drei Seiten mit Kalligraphien und eine spätere mogulzeitliche Zeichnung eingebunden, die einen bärtigen Lehrer vor mehreren weiblichen, offensichtlich königlichen Schülerinnen mit ihren Bediensteten zeigt. Auf der Rückseite des Kolophonporträts und auf zwei zusätzlich eingefügten Folios folgen Kalligraphien in der Schriftform shikasta. Diese stammen von Murīd Khān Tabatabā'ī, einem Adligen und berühmten Kalligraphen am Hof von Muhammad Shāh. Seine Signaturen finden sich auf den Foll. 129v und 130v.
Der Einband in grünem englischem Saffianleder stammt aus dem 18. oder 19. Jahrhundert.

## Geschichte der Handschrift

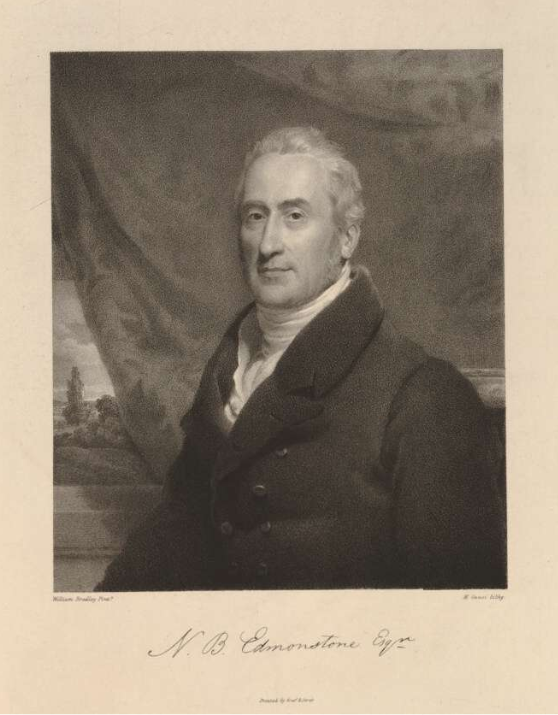
Neil B. Edmonstone (1765–1841)

Das Kolophon auf Fol. 128r informiert, dass die Handschrift im Jahre 990h (26. Januar 1582 bis 24. Januar 1583) „in der Stadt Fatehpur“ vollendet wurde, womit Fatehpur Sikri gemeint ist, der Sitz des Mogulherrschers zwischen 1571 und 1585. Das Manuskript gelangte in den Besitz von Neil Benjamin Edmonstone, der von 1783 bis 1817 in Indien für die East India Company tätig war und zu einem der Direktoren der Handelsgesellschaft aufstieg. Nach seinem Tod 1841 vermachte er das Gulistān der Royal Asiatic Society, der er selbst als Fellow angehört hatte.

## Derʿunvān

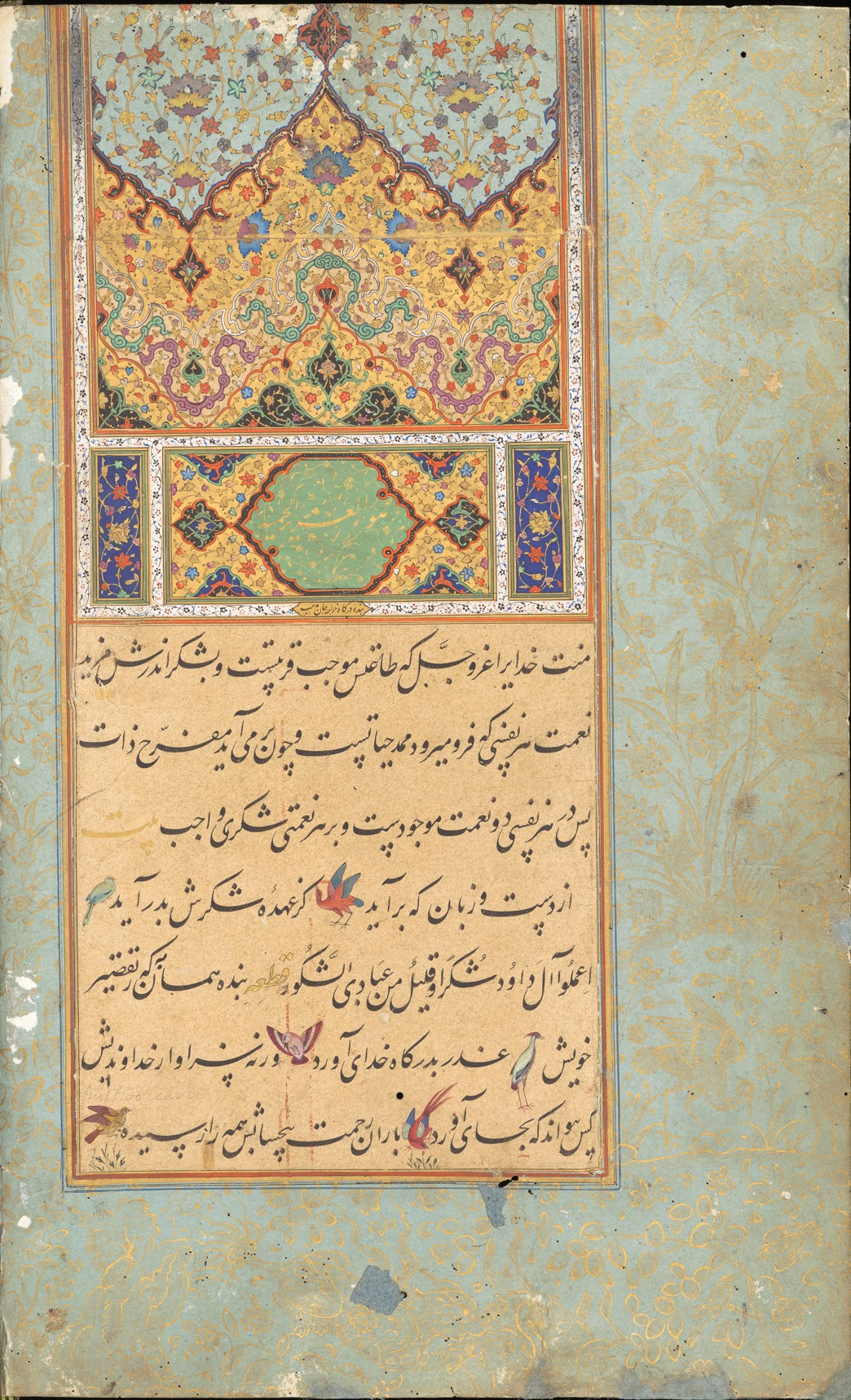
ʿUnvān auf Folio 3v von Chvādscha Dschān Muzahhib

Der Anfang eines königlichen Manuskriptes wird gewöhnlich in besonderer Weise illuminiert. Fol. 3v ziert ein dekoratives Kopfstück, das mit dem persischen Begriff ʿunvān bezeichnet wird. Unter dem zentralen grünen Medaillon hat der Künstler seinen Namen versteckt: Banda-yi dargāh Khwāja Jān Muzahhib – Diener des königlichen Hofes, Chvādscha Dschān der Vergolder. Chwādscha Dschān hat auch an anderen Handschriften mitgewirkt; ein ʿunvān auf Folio 42v in der Chamsa von Amīr Chusrau Dihlavi (W. 624) stammt ebenfalls von ihm.

## Die Vögel
Die bekannteste und auffälligste Eigenart der Handschrift ist ihre Verzierung mit insgesamt 1834 Vögeln, die von dem jungen Maler Manohar stammen. Die Vögel bevölkern vorzugsweise die Zwischenräume zwischen den Halbversen, flattern aber auch häufig zwischen den Zeilen umher. Sehr oft sind sie begleitet von kleinen bunten Blumen und Andeutungen von Landschaft. Auch wenn es vier Seiten ohne gibt (Fol. 15r, 15v, 28v und 127r), sind doch die meisten mit etwa vier bis neun Vögeln versehen. Auf den Folios 116r bis 121v steigt die Anzahl der Tiere plötzlich auf über zwanzig pro Seite, Fol. 118r kommt sogar auf 27.
Einige Vogelarten lassen sich identifizieren: Es gibt Tauben (Fol. 86r, 65v, 68v), Pfauen (Fol. 57v, 65v, 66v), Hähne (Fol. 57r, 62r), Wiedehopfe (Fol. 10r, 64r), Pirole (z. B. Fol. 42v, 43r, 58v, 60v, 74r) und einige Exemplare des mythischen Simorgh (33r, 49r). Viele Vögel sind Rebhuhn-, Enten- oder kranichartig (Fol. 86v, 128r).
Daneben finden sich noch insgesamt 28 weitere Tiere, vor allem Hasen (57r, 63r, 66v, 82r), ein Tiger (Fol. 60r), Geparden (43r, 54v, 94r, 127r), ein Luchs (83v), ein Leopard (95r), eine Katze (54v), Antilopen (54v, 95r, 127r), Kühe (58r) und ein Qilin (82v).

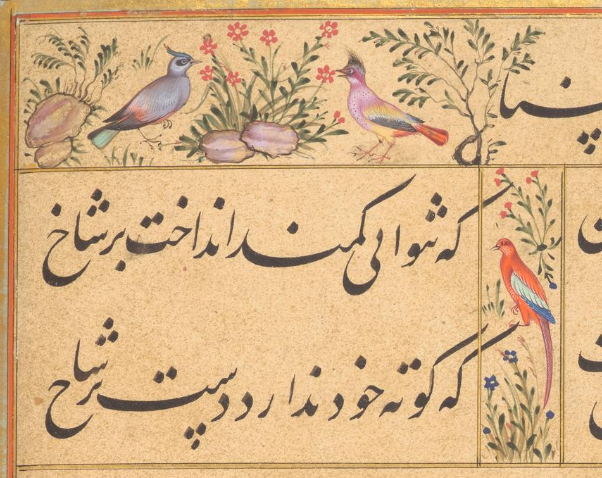
Vögel auf Fol. 91v
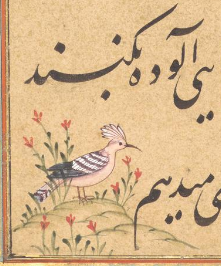
Wiedehopf auf Fol. 64r
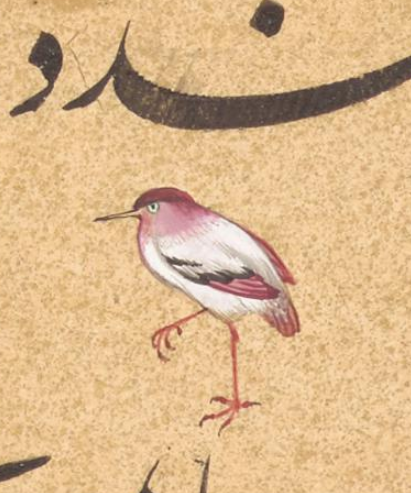
Detail auf Fol. 70r
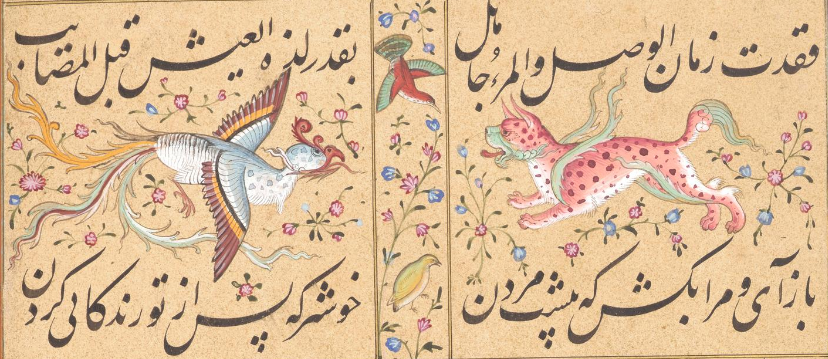
Fol. 82v:Simorgh und Qilin
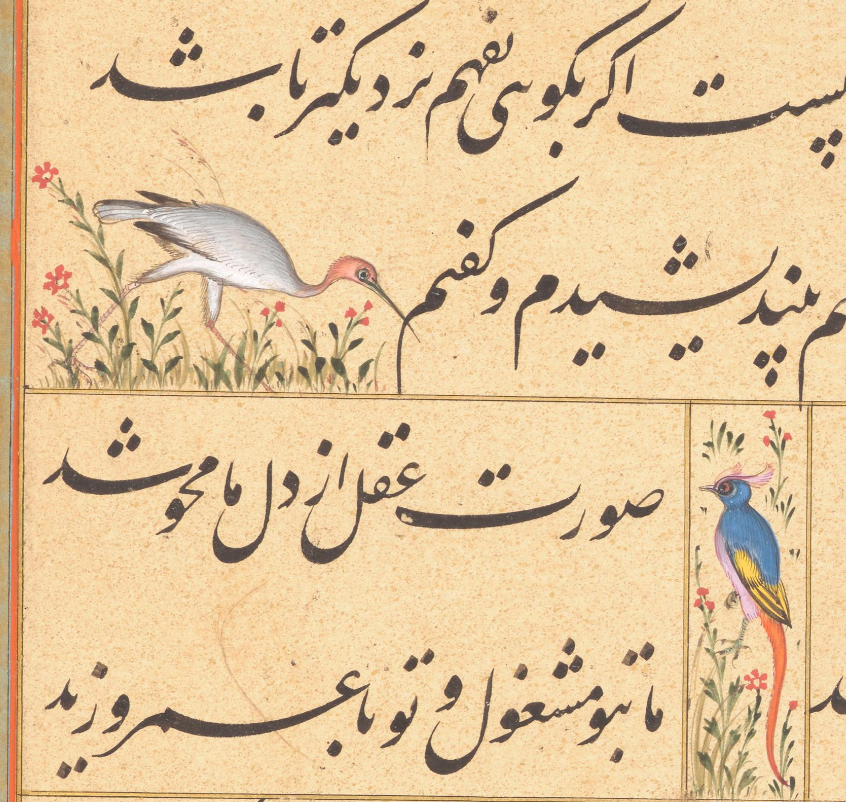
Details auf Fol. 86v
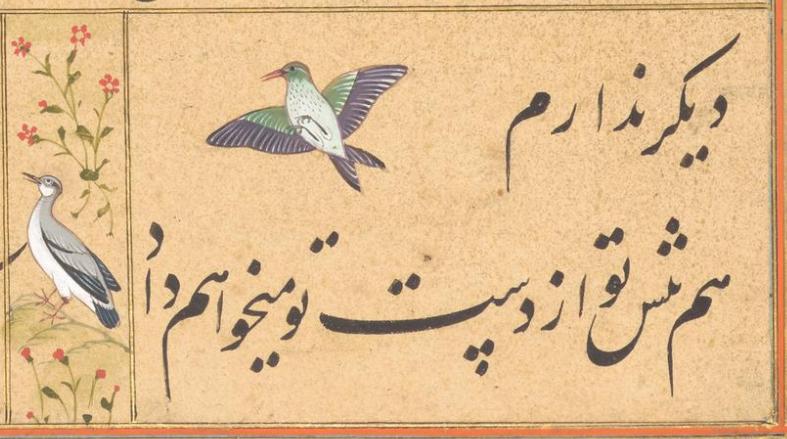
Details auf Fol. 27r

## Die Kolophonporträts

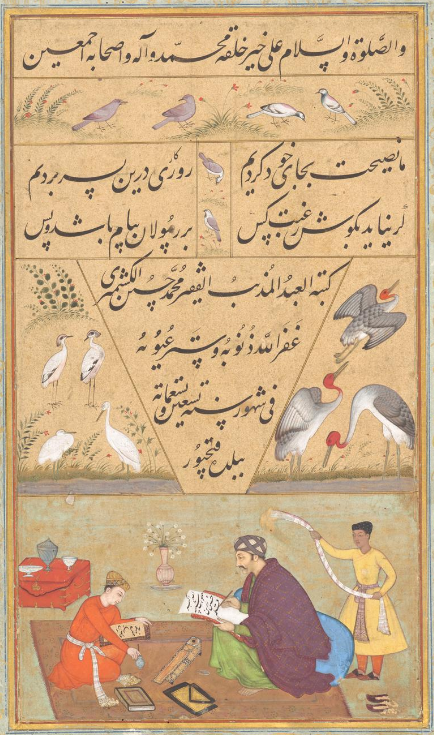
Manohar und Muhammad Husayn Zarrin Qalam

Auf dem Feld unterhalb des trapezförmigen Kolophons sitzen sich der junge Maler Manohar und der Kalligraph Muhammad Husain Kaschmīrī (ca. 1540–1611) gegenüber, ein Diener steht auf der rechten Seite. Die Hauptpersonen sind durch die kurzen Texte identifizierbar, die jeder der beiden gerade zu Papier bringt. Auf dem Blatt des Kalligraphen steht: „Gott ist groß, Porträt von Husain Zarrīn Qalam“. Muhammad Husain hatte den Titel „goldene Feder“ (pers. zarrīn qalam) von Akbar erhalten, der seine Schrift ebenso schätzte wie sein Nachfolger Dschahāngīr. Abū 'l-Fazl erwähnt den Meister ausführlich im Āʾīn-i Akbarī. Auf dem Blatt des jungen Malers ist zu lesen: „Werk von Manohar, Sohn von Basāwan“. Manohar (ca. 1568–1624) war ab Mitte der 1590er Jahre einer der herausragendsten Meister des kaiserlichen Ateliers.
Über die Frage, ob diese Kolophonporträts zeitgleich mit dem Manuskript entstanden sind oder nachträglich hinzugefügt wurden, gehen die Ansichten auseinander. Zwei Gründe werden ins Feld geführt, die gegen eine zeitgleiche Entstehung des Bildes sprechen: Erstens besaß Manohar zu dieser Zeit noch längst nicht künstlerische Reife für solche Porträts und zweitens kamen Kolophonporträts erst rund 20 Jahre später auf. Einige Kunsthistoriker gehen deshalb davon aus, dass die Illustration erst zu Beginn des 17. Jahrhunderts eingefügt wurde. Bis dahin habe sich Manohar künstlerisch so weit entwickelt, dass er als Urheber auch tatsächlich in Frage kommt. Er habe dann ein Porträt von sich selbst gemalt, das ihn 20 bis 25 Jahre jünger zeigt.
Andere vertreten dagegen die Ansicht, dass Manohar die Kolophonporträts sehr wohl schon 1582 gemalt haben kann, nehmen aber an, dass er dabei Hilfe von seinem Vater Basāwan hatte, oder dass dieser sogar das Bild allein gemalt hat. Hierfür sprechen stilistische Eigenarten, die die Porträts mit dem Werk Basāwans verbinden. Möglicherweise gehen auch ein paar der kleinen Illustrationen im Werk auf den Vater zurück. Genannt wird vor allem eine Szene mit Gepard und Antilope auf Fol. 127r. Wenn die Kolophonporträts tatsächlich von 1582 stammen, dann sind sie die ersten ihrer Art in der mogulindischen Malerei.

## Die Ränder
Die blauen Ränder sind mit einer Golddekoration aus vegetabilen Elementen, Vögeln und anderen, auch mythischen Tieren versehen und nach safavidischen Vorbildern gestaltet. Sie werden ebenso wie die Kolophonporträts unterschiedlich eingeschätzt. Einerseits geht man davon aus, dass die Ränder in dieser Form um 1582 noch nicht üblich waren und es sich daher um spätere Zufügungen aus den 1590er Jahren handeln muss. Nach einer anderen Beurteilung sind sie ein originaler Bestandteil des Gulistān von 1582 und deshalb als frühes Beispiel für die aufwändig illustrierten Randdekorationen des 17. Jahrhunderts zu würdigen.